# Mercator & Noordstar
Mercator & Noordstar was een Belgische verzekeringsmaatschappij. Ze ontstond in 1996 door de fusie van Mercator en Noordstar en kwam in 1999 volleding in handen van de Zwitserse verzekeringsgroep Bâloise.

## Geschiedenis

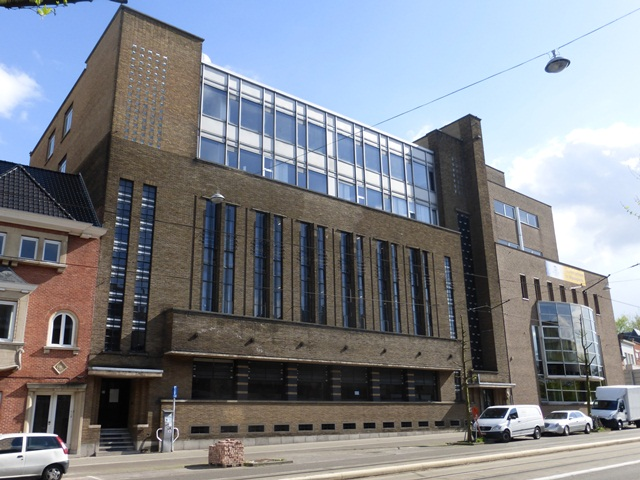
Het voormalige Noordstar en Boerhaave-hoofdkantoor aan de Abidsstraat in Gent

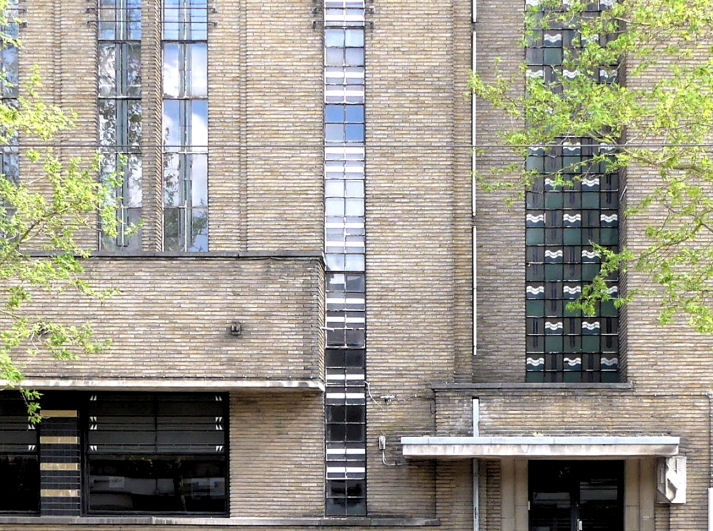
Detail van de gevel, met glaswerk.

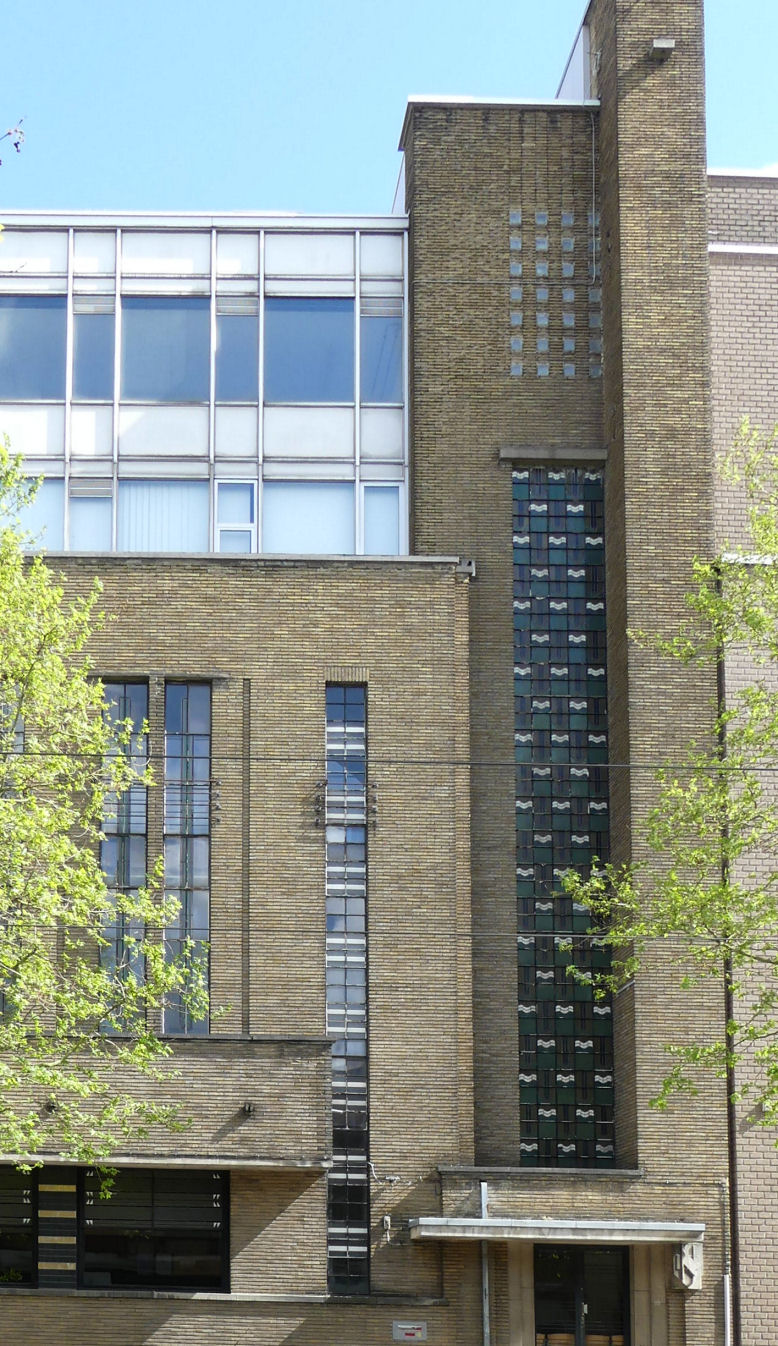
Lichtzuil met gekleurd glaswerk

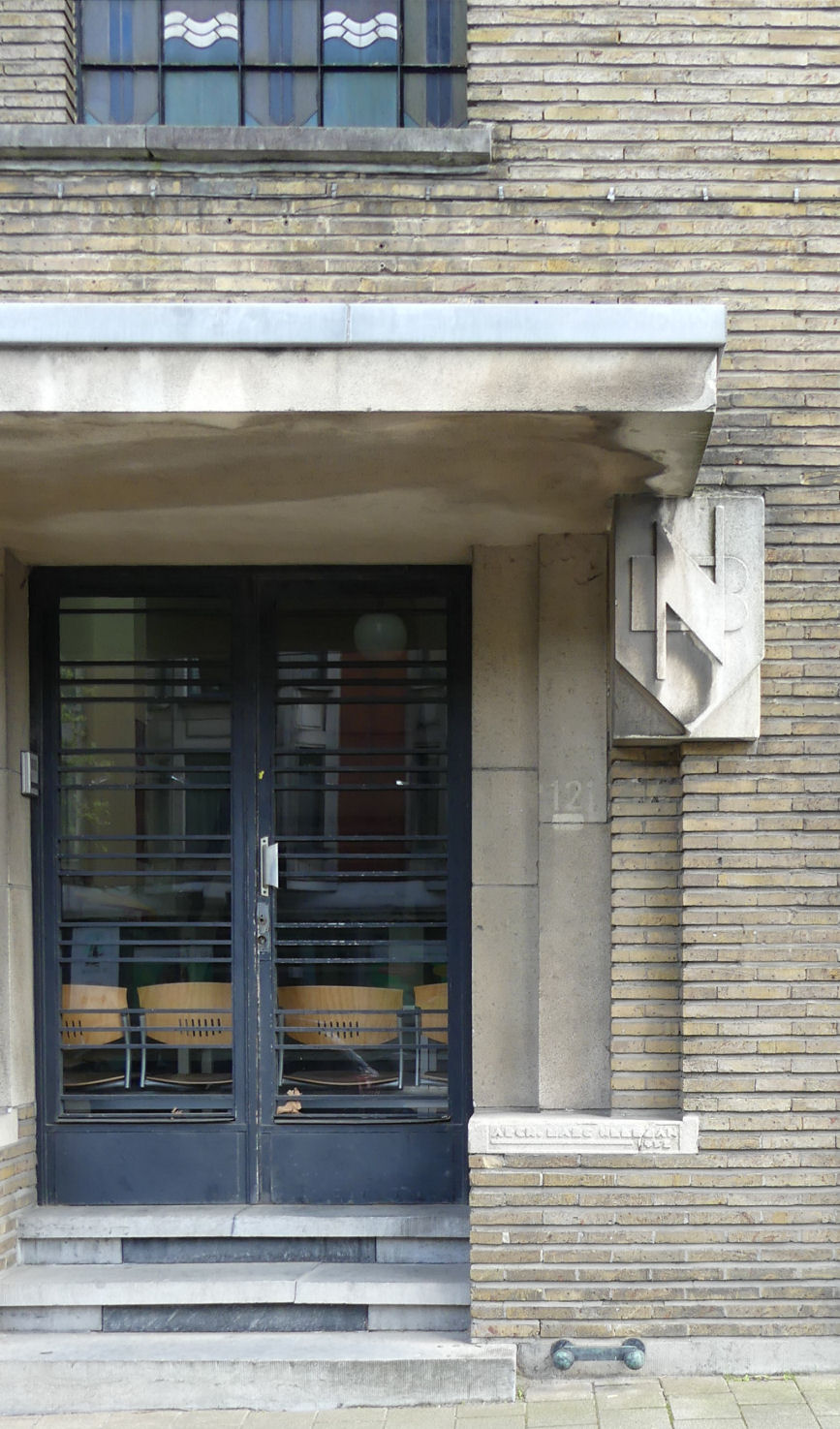
Ingang, met signatuur van de architect

De geschiedenis van de Gentse verzekeringsmaatschappij Noordstar gaat terug tot 1919. Noordstar werd op 11 december 1919 opgericht als een onafhankelijke Vlaamse verzekeringsmaatschappij. In 1936 fuseerde Noordstar met Boerhaave, dat in 1921 werd opgericht en zich vooral richtte op de Vlaamse geneeskundige wereld. In de Abdisstraat in Gent werd in 1932 naar een ontwerp van Marc Neerman een modernistisch kantoorgebouw opgetrokken. Het complex werd in de jaren 1980 en 1990 uitgebreid en doet thans dienst als een campus van de Universiteit Gent en de hogeschool HOGENT.
In 1996 fuseerde Noordstar met Mercator. Hoofdaandeelhouder van Mercator was de Zwitserse verzekeringsgroep Bâloise. Beide maatschappijen werkten reeds nauw samen, met name op het vlak van levensverzekeringen en rechtsbijstand, en hadden een kruisparticipatie van 25% in elkaars kapitaal. Na de fusie werden beide verzekeraars helemaal geïntegreerd. De nieuwe maatschappij verhuisde haar Gentse kantoren naar de Kortrijksesteenweg en werd gehergroepeerd in Antwerpen. In 1999 kwam Mercator & Noordstar volledig in handen van Bâloise.
In 2000 volgde de overname van de Antwerpse HBK-Spaarbank, dat tot Mercator Bank werd omgedoopt. De verzekeringsmaatschappij zelf wijzigde haar naam in Mercator Verzekeringen. In 2004 nam ING België de Mercator Bank over.
In 2005 sloot Mercator haar kantoor aan de Kortrijksesteenweg en verliet de maatschappij Gent definitief.
In 2010 nam Mercator Avéro België over van de Nederlandse verzekeraar Eureko. In 2011 volgde de overname van sectorgenoot Nateus van Ethias. Op 1 januari 2013 onderging Mercator een naamswijziging. Sindsdien gaat de verzekeringsmaatschappij als Baloise Insurance verder.

### Noordstarfonds
Op 15 februari 1935 werd het Noordstarfonds opgericht. Deze culturele instelling had tot doel klanten te werven onder de flaminganten en de verzekeringsonderneming rendabel te maken. Reeds voor de stichting van het fonds was er een aanzet tot Vlaamsgezind mecenaat bij Noordstar. In 1931 gaf de maatschappij een IJzerbedevaartkalender uit. Jozef Speybrouck verzorgde in de jaren 1930 de jaaralmanakken. Het fonds ondersteunde flamingantische manifestaties en uitgaven, organiseerde toneelprijskampen (1951-1979), ondersteunde de grafische vormgeving van het drukwerk van Noordstar, sponsorde kunstwerken en gaf steun aan de tijdschriften Tijdschrift voor Filosofie en Wetenschappelijke Tijdingen. Vanaf de jaren 1980 werd de cultuurflamingantische activiteit tot podiumkunsten en de plastische kunsten beperkt. In de polyvalente Gele Zaal van het Noordstar-hoofdkantoor aan de Abdisstraat werden vanaf 1982 tentoonstellingen gegeven en vanaf 1984 concerten van hedendaags-klassieke-, wereld- en jazzmuziek.
In 1997 kocht het fonds de Handelsbeurs in Gent. Deze werd tot 2002 grondig gerestaureerd en omgebouwd tot een moderne, middelgrote concertzaal.